# Forêt nationale de Monongahela
La forêt nationale de Monongahela est une forêt fédérale protégée située dans l'État de Virginie-Occidentale, aux États-Unis.
Elle a été créée en 1915 et s'étend sur une surface de 3 683 km2.